# World of Warcraft: Legion
World of Warcraft: Legion er den sjette udvidelsespakke til MMORPG-spillet World of Warcraft og er efterfølgeren til Warlords of Draenor. Spillet blev officielt annonceret ved Gamescom den 6. august 2015. og udkom den 30. august 2016.
Udvidelsen hæver loftet for højeste level fra 100 til 110, tilføjer såkaldte artifact weapons for hver af klassernes specialiseringer, et nyt område på Azeroth kaldt Broken Isles og introducerer Demon Hunter, der starter på level 98 som hero-klasse, som Death Knight blev det i Wrath of the Lich King. Derudover blev et nyt honor-system, mindst ni nye dungeons og to raids vil blive introduceret.

## Plot
Efter Archimonde blev besejret i den alternative tidslinje på verdenen Draenor, bliver Gul'dan sendt gennem en demonisk portal til Azeroth i nutiden, for at bane vejen for The Burning Legions invasion i et langt større antal end under War of the Ancients titusinde år tidligere.
Under udforskningen af Broken Isles finder Gul'dan et krystallinsk fængsel som holder Illidan Stormrage, den tidligere herre over Outland besejret under The Burning Crusade, fanget.
Ærkemagikeren Khadgar, som hjalp Alliancen og Hordens styrker (sammen med spillerens figur) mod Gul'dan og Iron Horde på det alternative Draenor, vidner the Burning Legion genkomst, og flyver til byen Stormwind for at advare Kong Varian Wrynn om den forestående invasion.
Under begivenhederne i Legion, vendte parret Alleria og Turalyon der har været forsvundet siden efter begivenhederne i Beyond the Dark Portal, tilbage til spilverdenen.